# Tanya Ury

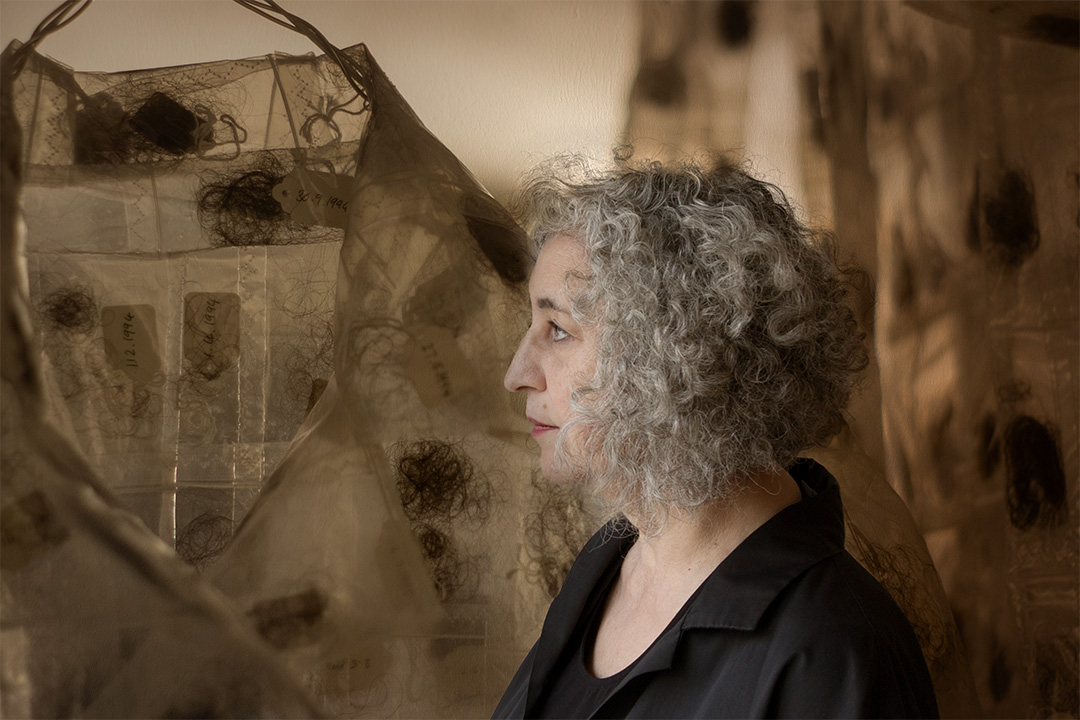
Tanya Ury vor ihrer Installation Hair Shirt Army
(“EL-DE-Haus” Köln, April 2014)

Tanya Ury (* 1951 in London) ist eine britisch-deutsche Aktivistin, Autorin und Künstlerin. Seit 1993 lebt sie in Köln, wo früher bereits ein Teil ihrer Familie lebte. Tanya Ury ist die Tochter des aus Ulm stammenden Journalisten und Komponisten Peter Ury und seiner Gattin Sylvia Ury, geb. Unger.

## Leben
Von 1985 bis 1988 studierte Tanya Ury Bildende Kunst am Exeter College of Art and Design (Devon). 1990 graduierte sie als Master of Fine Art an der Universität Reading. Von 1991 bis 1992 war sie Gastdozentin an der Sheffield Hallam University und erhielt das Stipendium der Colin Walker-Fellowship of Fine Art.
In Köln lebte ein Teil ihrer Familie, bevor 1936 ihre Großeltern Nina und Alfred H. Unger, deutscher Schriftsteller, Bühnenautor und ehemaliger Chefdramaturg der UFA Berlin, wegen ihrer jüdischen Herkunft ins Exil nach London fliehen mussten. Viele weitere Familienmitglieder Tanya Urys wurden im Dritten Reich deportiert und ermordet. Der Großvater väterlicherseits Sigmar Ury durfte als Jude trotz einer Nierenerkrankung nicht im Ulmer Krankenhaus versorgt werden. Er starb zu Hause, nachdem ihn seine Frau Hedwig dort gepflegt hatte; sie selbst wurde in das Konzentrationslager Theresienstadt verbracht und im Vernichtungslager Auschwitz ermordet.
Das umfangreiche Archiv ihrer Familie hat Tanya Ury 1999 mit ihren Geschwistern Nini und David dem Historischen Archiv der Stadt Köln überlassen. Nach dessen Einsturz 2009 mussten die Archivalien aufwändig restauriert werden, 2014 war dies zu etwa 75 % gelungen; Tanya Ury sprach in diesem Zusammenhang auch von „einer Art zweiten Vernichtung“ (der Familiengeschichte).
Seit 2010 ist sie Doktorandin bei Ernst van Alphen, Professor an der Geisteswissenschaftlichen Fakultät, Institut für Kulturwissenschaften, Universität Leiden (LUICD, NL), und seit 2014 Mitglied der Jury des Hans und Lea Grundig-Preises, Rosa-Luxemburg-Stiftung, Berlin.

## Werk
Als Autorin und in ihrer Fotografie, ihren Installationen, Performances und Videokunst beschäftigt sich Tanya Ury mit der Fragen nach der jüdisch-deutschen Identität, dem Umgang der deutschen Gesellschaft mit ihrer Geschichte sowie der Rolle subalterner Frauen vor den Hintergründen von Migration und Rassismus.
Seit 1992 sammelt und archiviert Tanya Ury täglich ihre ausgefallenen Haare. Die mit Datum versehenen Aufbewahrungsbeutelchen, mittlerweile (Anfang 2015) über 7.000, benutzt sie für ihre Installationen und Performances.
In ihrer Performance Kölnisch Wasser (2003), einem Split-Screen-Video von 33 Min. Dauer fasst sie Ausschnitte von sieben Live-Performances aus den Jahren 1993 bis 1997 sowie die Videoaufzeichnung aus dem Tattoo-Studio zur Performance 4711 zusammen. Dabei wird eines ihrer zentralen Themen deutlich: Ziel ist die Wiederaneignung von Geschichte. Bei dieser Arbeit ließ sie sich – in Erinnerung an ihre Großmutter Hedwig und ihre zwei Großtanten Ella und Grete (alle im KZ ermordet) – von einem Kölner Tattookünstler im Jahr 1993 die Zahl 4711 auf ihren Oberschenkel tätowieren. Im Rahmen der Videoinstallation dieser Performance, bei der sich Ury und der Künstler über den Holocaust unterhalten, erinnert sie auch an die Widerstandskämpferin Milena Jesenská im KZ Ravensbrück: Diese erhielt dort wie alle anderen Insassen eine Nummer, diese, in ihrem Fall „4714“, wurde auf den Unterarm tätowiert. Milena Jesenska erhielt daraus folgend im KZ den Spitznamen 4711 – Kölnisch Wasser.
Anschläge auf Migranten in London und Deutschland, wie der Sprengstoffanschlag in Düsseldorf auf russisch-jüdische Migranten, waren Motive für die anspielungsreiche 21-teilige Fotoserie Jack the Ladder (2003). Die Fotos sind als dreiteilige Leiter zusammengestellt, Bildausschnitte zeigen vor einem roten Orientteppich eine junge Chinesin in schwarzer Strumpfhose. Zu sehen sind mit rotem Nagellack verklebte Laufmaschen, Nägel, Glassplitter und Messer.
In dem Performance-Video Röslein sprach… (2004) nähte Tanya Ury „mit einer dünnen Nadel und feinem schwarzen Garn das Wort Boss in ihre linke Handinnenfläche. Im Hintergrund singt Janet Baker das berühmte, von Franz Schubert vertonte Goethegedicht „Heideröslein“, das sie als Kind oft im Elternhaus gehört hat. Gewidmet hat sie diese Video-Performance den Näherinnen, die im Dritten Reich als Zwangsarbeiterinnen aus den besetzten Gebieten Nazi-Uniformen für die Firma Boss herstellen mussten.“
Tanya Ury gehört auch zu den engagierten Gegnerinnen der Flick-Ausstellung in Berlin, die sich in einer Kampagne Heil Dich doch selbst! Die „Flick Collection“ wird geschlossen (2004) gegen die „Erinnerungsabwehr“ richtete. Der Historienfilm Der Untergang wurde von ihr in seiner „Kontinuität einer Verweigerungshaltung gegenüber den Opfern“ kritisiert.
Eine Vielzahl ihrer Werke thematisieren Holocaust, Prostitution und Voyeurismus. In Who’s Boss (ab 2002) geschieht das im Zusammenhang mit der Zwangsarbeit. Die Bilderserie mit dem Namen Art Prize war Teil der Ausstellung Stets gern für Sie beschäftigt…: Das Kunstwerk besteht aus vier digitalen Photokollagen, die aus jeweils drei Elementen komponiert sind. Das erste Drittel jeder der vier Kollagen zeigt jeweils eine Reihe Werbepostkarten der Firma Hugo Boss AG aus der Modekollektion 1998/99. Hier zeigt die Firma auch einen Ledermantel, der den von der deutschen Luftwaffe im Zweiten Weltkrieg gebrauchten ähnelt. Im zweiten Drittel werden jeweils spanische Postkarten von Liebespaaren und als Puppen dargestellte Mädchen aus der Zeit der Franco-Diktatur gezeigt. Das letzte Drittel besteht aus Nacktportraits von Tanya Ury aus dem Jahr 1996, bei denen sie jeweils einen originalen Nazi-Luftwaffen-Ledermantel zur Schau stellt.
Auf den Bildern ihrer Fotoserie Artistic Freedom – Künstlerische Freiheit (2013) erscheint sie zweimal: als Täterin und – nackt – als Opfer. Die neun Photographien wurden aufgenommen in den Räumlichkeiten des ehemaligen Stasi-Untersuchungsgefängnis in Hohenschönhausen in Ost-Berlin.
- Video Touch me Not (dt. Berühr´ mich nicht, Die Gehängten)[1]
- Werkserie Archiv[1]

### Einzelausstellungen (Auswahl)
- 1996: Triptych for a Jewish Princess Second Generation. Foyer Feminale FrauenFilm Festival, Köln
- 1997: Golden Showers, Live-Video-Performance. Schauraum, Köln
  - Golden Showers. Installation Stadtbücherei Münster
- 1999: Golden Showers. Installation, The Lux Cinema Foyer, London
- 2001: Insensed, Hotel Seehof, Zürich
- 2002: Hermes Insensed. 68 Elf Galerie, Köln
  - Jacob’s Ladder, Hochbunker, Köln-Ehrenfeld
- 2006: Video-Projektionen, Tüzraktér Independent Cultural Centre, Budapest
- 2010: Installation Video-Performance Fury, kjubh Kunstverein e. V.
- 2013: Righting the Image, Sammlung Literatur in Köln (LiK) der Stadtbibliothek Köln
- 2014: Installation Who ’s Boss: Hair Shirt Army. Armee des härenen Gewands, NS-Dokumentationszentrum der Stadt Köln. Zur Firma Hugo Ferdinand Boss, die im Dritten Reich ihr Geld mit dem Nähen von Uniformen für SS, SA und Hitlerjugend verdiente.[1]
  - Performance archive burn out, Konzert von Suspended Beliefs, w. o., mit Gedichten zu improvisierter Musik, Tanya Ury (Stimme), Gernot Bogumil (Trompete), Kasander Nilist (Kontrabass), Hans Salz (Percussion)

### Gruppenausstellungen (Auswahl)
- 1992/93: British Telecom New Contemporaries on Tour: Orion, Newlyn; Cornerhouse, Manchester; Angel Row, Nottingham; Orpheus, Belfast; ICA, London
- 1995: Coincidence. Ignis, Europäisches Kulturzentrum, Köln
- 1996: Whitechapel Art Gallery, London
- 1997: Hotels (mit Doris Frohnapfel). SCHULZ, Köln
  - Mensch 2000. HochBunker, Köln-Ehrenfeld
- 1998: Outfit & Identity. Internationale Photoszene Köln, Kunsthaus Rhenania
  - Jüdisches Leben in Berlin. Centrum Judaicum
  - Not Black and White (mit Doris Frohnapfel). Fotogalerie Brotfabrik, Berlin
- 1999: Crosslinks. (Videothek), Berliner Marstall
  - Menschen wie Du und Ich (People like you and me). Kölnisches Stadtmuseum, Köln
  - Davka. Kulturbrauerei Prenzlauer Berg, Berlin
  - Das Jüdische Zentral-Labyrinth. Berlin
- 2000: Heimat Kunst. Haus der Kulturen der Welt, Berlin
  - Gegen den Strich (Against the Grain). Museum Ludwig, Köln
- 2002: Ambivalenz (Ambivalence), Frauenmuseum, Bonn
  - Ambivalenz auf Tournee (Ambivalence on Tour): Galerie Münsterland Emsdetten, Kunstmuseum Bochum
- 2003: Das Recht des Bildes…. Jüdische Perspektiven in der modernen Kunst, Museum Bochum
- 2004: Lies Lust Art & Fashion, Podewil, Berlin
- 2005: Stets gern für Sie beschäftigt… ifa Galerie, Berlin, Germany und Prora-Dokumentationszentrum, Kunstverein Rosenheim
  - Rolf Steiners „Die weite Welt“, Museum Ludwig, Köln
- 2006: Drei Photographien, Virtual Residency, Galeria Biala, Centrum Kultury, Lublin
- 2007: Computer-Repräsentation mit allen Video-Trailern aus einem einwöchigen Aufenthalt in der New Life Shop Art Gallery, Berlin, in der Ausstellung In Pursuit: Art on Dating in der ISE Cultural Foundation Gallery, New York City[5]
  - Kuration Gruppenausstellung Diaspora and Troubles mit DVD-Projektion, computer-basierter Projektion und Performance, Kunstbunker Tumulka, München[6]
- 2008: Video-Projektion/Installation Trains, unterlegt mit einer digital-elektronischen Musikpartitur von Till Rohmann, dazu sechs Photoarbeiten, präsentiert im Rahmen der Gruppenausstellung Politics, Künstlerhaus Dortmund (D)[7]
- 2011: Power-Point-Präsentation und Live-Performance während der Grossen Kunstausstellung NRW (im Rahmen der „jüdischen Kulturtage“) im Donnerhall, Düsseldorfer Museum Kunst Palast, Kulturzentrum Ehrenhof
- 2013: Postkarte und Jenseits, Instituto Departamental de Bellas Artes, Cali, Kolumbien
- 2014: Lost in Interiors – Photographische Positionen zur politischen Haft, Programm 25 Jahre Mauerfall, Berlin, Projektraum PhotoWerkBerlin (Kommunale Galerie)
- 2015: Mäntel aus der  Hair Shirt Army/Armee des härenen Gewands. In: Daniel Spoerri: Lieben und Haben – Liebhaben, Sammeln und Sammler. Ausstellung anlässlich seines 85. Geburtstags. Hadersdorf am Kamp (Österreich).[8]

### Drehbücher
- 2004: Hotel Chelsea – Köln. In: Hito Steyerl, Encarnación Gutiérrez Rodríguez (Hrsg.): Spricht die Subalterne deutsch? Migration und postkoloniale Kritik. ISBN 3-89771-425-6; Gesellschaftstheorie und Postcoloniale Kritik, 1995. Unrast Verlag, ISBN 3-89771-425-6.

### Schriften, Veröffentlichungen (Auswahl)
- 1999: Menschen wie Du und Ich. Kölnisches Stadtmuseum. Katalog, Eigenproduktion: Korridor Verlag. ISBN 3-9804354-6-6
  - Taking on the Mantle. In: AufBrüche – Kulturelle Produktionen von Migrantinnen, Schwarzen und jüdischen Frauen in Deutschland, Ulrike Helmer Verlag. ISBN 3-89741-042-7
- 2002: Transcending the Ladder 2003. In: From Work to Work, Korridor Verlag. ISBN 3-9804354-8-2
- 2005: Das Leiden anderer missachten. Filmkritik. In: W. Bischof (Hrsg.): Filmri: ss. Studien über den Film Der Untergang. ISBN 3-89771-435-3
- 2007: Theme Park Reconstructed. Als PDF mit allen 51 Abbildungen der Photoserie Theme Park, Open Issue. In: Reconstruction: Studies in Contemporary Culture, Edition 7, Nr. 4.[9]
  - Who’s Boss. In: n.paradoxa, International Feminist Art Journal, London, Band 20/Translate/Narrate Edition[10]
- 2011: Selbstportrait einer Selbsthassenden Jüdin. In: Tania Reytan (Hrsg.): Migration, Communication & Home – Jewish Tradition, Change & Gender in a Global World (dt. Migration, Kommunikation & Heimat – Jüdische Tradition, Wandel & Gender in einer Globalen Welt). LIK Publishing House, Sofia. ISBN 978-954-607-802-5, ISBN 954-607-802-6
- 2012: Imaginations. Journal of Cross-Cultural Image Studies. Universität von Alberta, Kanada. Juni-Online-Ausgabe: Vorstellung Tanya Urys mit neuen Arbeiten sowie einem Peer-Review-Interview mit Claude Desmarais.[11]
- 2015: all in a name – nomen est omen. In: n.paradoxa, International Feminist Art Journal, London, Band 35/War[12]

## Sonstige Aktivitäten
Tanya Ury ist Mitglied der unabhängigen jüdischen Menschenrechtsorganisation Jews for Justice for Palestinians in Großbritannien („Juden für Gerechtigkeit für die Palästinenser“) sowie der deutschen Sektion namens Jüdische Stimme für gerechten Frieden in Nahost e. V., einer Föderation jüdischer Gruppen, welche sich für einen selbstständigen und lebensfähigen palästinensischen Staat einsetzen.